# Den falske Hertuginde
Den falske Hertuginde er en amerikansk stumfilm fra 1917 af George D. Baker.

## Medvirkende
- Emmy Wehlen som Clover Ames.
- Ricca Allen som Tante Sarah.
- Frank Currier som Pierre Dubois.
- George Christie som Walter Gray.
- Peggy Parr som Helen Brentwood.